# ジャンボクイズ100対100
『ジャンボクイズ100対100』（ジャンボクイズひゃくたいひゃく）は、1974年10月7日から同年12月30日までフジテレビ系列局で放送されていたフジテレビ製作のクイズ番組である。全12回。放送時間は毎週月曜 20:00 - 20:55 （日本標準時）。

## 概要
毎回100組・計200人の親子ペアが参加し、勝ち抜き方式のクイズに挑戦していた視聴者参加型番組。毎回スタジオでの公開形式で行われていた。司会は坂本九が、出題は檜山信彦が担当。檜山は当時ニッポン放送のアナウンサーであったが、坂本から「檜山教授」と呼ばれていた。また12月からは、当時パ・リーグの審判員であった露崎元弥がレギュラー出演した。
番組には4つのコーナーがあった。第1コーナーから第3コーナーまでは親子が別々になり、○×クイズや三択クイズに挑戦。スタジオにいるゲスト出演者を題材にしたクイズを出すこともあった。参加者たちの途中脱落によって人数が絞られていき、残った親子のみが決勝戦の第4コーナーへ駒を進められた。第4コーナーは全5問の生き残り○×クイズで、それまで別々に行動していた親子が合流して問題に挑戦。不正解を出した時点でその親子は即失格とされた。全問正解した親子には、アメリカのディズニーランド旅行が贈られた。
週刊TVガイド1974年10月18日号掲載の本番組の番宣広告においては、以下のクイズが番組中で出題され、「呼び物」とされていた。
- 歌手の唇のアップを見て、その歌手を当てる
- 音無しの状態で歌手のフィルムをま見て、曲名を当てる
- 全国各地の風俗に関するクイズ
- 国内外の「びっくりタレント」登場クイズ
- ゲスト出演者に関するクイズ
- 子供たちの間で流行していることのクイズ
- 世界各地の特産品に関するクイズ

## 放送リスト
| 回 | 放送日 （1974年） | サブタイトル                                           | ゲスト                                                                           | 備考                           |
| -- | ----------------- | ------------------------------------------------------ | -------------------------------------------------------------------------------- | ------------------------------ |
| 1  | 10月7日           | （なし）                                               | 輪島大士（当時第54代横綱）、船越英二一家、浅丘ルリ子、司葉子、若尾文子、西城秀樹 |                                |
| 2  | 10月14日          | 鉄道記念特集                                           | 山口百恵、桜田淳子、風吹ジュン                                                   |                                |
| 3  | 10月21日          | （なし）                                               | 山崎唯・久里千春一家、浅丘ルリ子、司葉子、若尾文子                               |                                |
| 4  | 10月28日          | （なし）                                               | 研ナオコ、なべおさみ一家、高松しげお、三笑亭夢楽、石坂浩二、加山雄三、風吹ジュン |                                |
| 5  | 11月4日           | ジャンボ・マックス現る                                 | ジャンボマックス、郷ひろみ、小林亜星、レツゴー三匹                               |                                |
| 6  | 11月11日          | 七五三だよ！総勢247人クイズに大挑戦!!                  | 初代林家三平、関口宏、春風亭柳昇                                                 |                                |
| 7  | 11月25日          | フィンガー5クイズに挑戦                                | フィンガー5、石坂浩二、加山雄三・松本めぐみ夫妻、関口宏・西田佐知子夫妻          |                                |
| 8  | 12月2日           | 大奮戦、チータと総勢274名 初登場露崎パリーグアンパイア | 南利明、平凡太郎                                                                 | この回から露崎がレギュラー入り |
| 9  | 12月9日           | （なし）                                               | 立木リサ（後の秋川リサ）、小森和子                                               |                                |
| 10 | 12月16日          | 郷ひろみ特集！                                         | 郷ひろみ、木原美知子、中田カウス・ボタン                                         |                                |
| 11 | 12月23日          | クリスマス特集                                         | あべ静江、デューク・エイセス、レツゴー三匹                                       |                                |
| 12 | 12月30日          | ジャンボではばたけ！新年の大空へ!!                     | 加山雄三、南沙織、桂三枝（後の六代目文枝）、沖縄舞踊団                           |                                |

（参考：）

## エピソード
番組終了間近の1974年12月13日に発行された朝日新聞のラジオ・テレビ欄には、「少なかった打ち切り番組」としてフジテレビのこの『ジャンボクイズ100対100』、NETテレビの『Oh!カップルスター』、読売テレビ（日本テレビ系列）の『丹下左膳』、TBSの『歌謡最前線』の4番組が紹介された（いずれも3か月で終了）。短命に終わる番組が多かった当時としては、このクールにおける打ち切り本数がまだ4本と少なかったことに言及されていた。